# Hamilton Branch (Kalifornija)
Hamilton Branch je naseljeno područje za statističke svrhe u američkoj saveznoj državi Kalifornija. Prema popisu stanovništva iz 2010. u njemu je živjelo 537 stanovnika.